# Platon Boryspolez
Platon Tymofijowytsch Boryspolez (ukrainisch Платон Тимофійович Борисполець, russisch Платон Тимофеевич Борисполец Platon Timofejewitsch Borispolez; * 1805 in Hoholiw, Gouvernement Tschernigow, Russisches Kaiserreich; † 14. Julijul. / 26. Juli 1880greg. in Sankt Petersburg, Russisches Kaiserreich) war ein ukrainisch-russischer Maler, Lithograph und Artillerieoffizier.

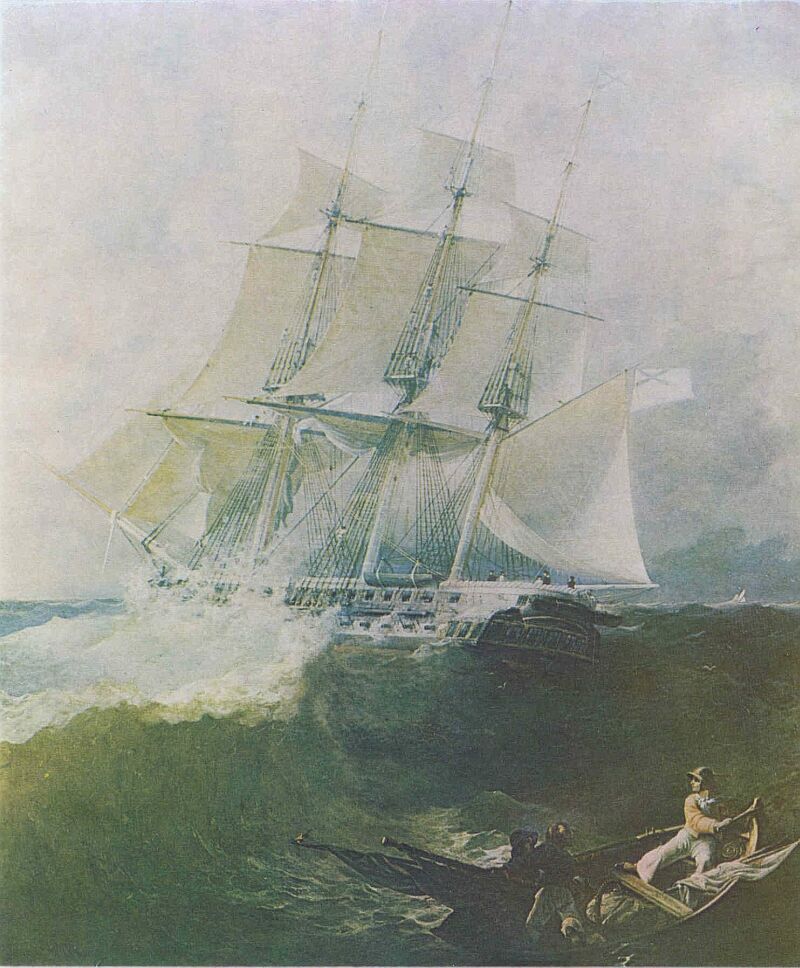
Die Fregatte „Aurora“ im Sturm, Platon Boryspolez 1838

## Leben
Platon Boryspolez kam im Dorf Hoholiw in der heutigen Rajon Browary der ukrainischen Oblast Kiew zur Welt.
Er leistete  von 1820 an Militärdienst in der Russischen Armee in Sankt Petersburg. 1823 wurde er Offizier der Artillerie und erregte durch seine ungewöhnliche Aktivität die Aufmerksamkeit des Großfürsten Michael Pawlowitsch, sodass er selbst dem Kaiser Nikolaus I. persönlich vorgestellt wurde. Jedoch liebte er die Malerei und nahm bereits während seiner Militärzeit ab 1836 Kurse an der Petersburger Akademie der Künste, an der er den ebenfalls dort studierenden Taras Schewtschenko kennen lernte, dem er freundschaftlich verbunden blieb.
An der Kunstakademie wurden Boryspolez für Zeichnungen und Gemälde sowohl Silber- als auch Goldmedaillen verliehen. 1843 zog er nach Paris und 1848 nach Italien, wo er sich in Rom, Venedig und Florenz aufhielt und sich der Malerei widmete.
Er erblindete 1852 und kehrte daraufhin nach Russland zurück. Von der Akademie der Künste wurde er 1859 zum ehrenamtlichen Anhänger der Akademie gewählt.